# Liplesy
Liplesy jsou zaniklá vesnice, která stávala na území mezi obcemi Štít, Újezd u Přelouče a Kolesa. Název obce mohl vzniknout od okolních lipových lesů.

## Historie
První písemná zmínka o obci pochází z roku 1397, kdy je zmíněna spolu s obcemi Klamoš, Štít a Jistřice. V urbáři z roku 1571 je popsána již jako ves pustá, zanikla během husitských válek.
Podle dochované pověsti byly Liplesy vsí hutníků, kde se tavila povrchová železná ruda z blízkých Železných hor. Při hlubší orbě se skutečně v okolí na strusku přišlo, ale pravdivost této teze o hutích nelze nijak doložit. Na místě zaniklé vsi vznikl v pozdějších dobách rybník Vyples, ale i ten v následujících letech zanikl a byl zalesněn. Ještě dnes jsou však v lese znatelné obrysy hráze rybníka. Po jeho vysušení zůstalo pouze označení polní trati Vyples.
K zaniklé obci se váže pověst Tři sta kovářů, jež vypráví o hutnících a hutích v obci.